# 1974년 FIFA 월드컵 예선 대륙간 플레이오프
1974년 FIFA 월드컵 예선 대륙간 플레이오프는 각 대륙 예선전에서 대륙간 플레이오프에 진출한 2개의 국가 중 월드컵 본선에 진출할 1개 국가 대표팀을 가리는 대회이다. 유럽 지역 예선 9조 1위 팀, 남미 지역 예선 3조 1위 팀이 참가하며 홈 앤 어웨이 방식으로 진행된다. 대륙간 플레이오프의 승자는 1974년 FIFA 월드컵 본선에 진출한다.

## 참가국
다음 2개의 국가대표팀이 참가한다.
- 소련 (유럽 9조 1위)
- 칠레 (남미 3조 1위)

## 경기 결과
| 팀 1 | 합계  | 팀 2 | 1차전 | 2차전        |
| ---- | ----- | ---- | ----- | ------------ |
| 소련 | 0 - 2 | 칠레 | 0 - 0 | 0 - 2 (몰수) |

### UEFA vs CONMEBOL 대륙간 플레이오프
| 소련 | 0 – 0 | 칠레 |
| ---- | ----- | ---- |
|      |       |      |

| 칠레 | 2 – 0 (몰수) | 소련 |
| ---- | ------------ | ---- |
|      |              |      |

소련이 1973년 9월 칠레에서 일어난 쿠데타와 관련된 정치적인 문제, 안전 문제를 이유로 칠레 원정 경기를 거부했다. FIFA는 해당 경기를 소련의 0-2 몰수패로 처리했다.
 칠레가 합계 2 - 0으로 본선 진출.